# Olympische Sommerspiele 1996/Teilnehmer (Portugal)
| Gelbes Symbol für Goldmedaillen mit stilisierten Olympischen Ringen | Graues Symbol für Silbermedaillen mit stilisierten Olympischen Ringen | Braundes Symbol für Bronzemedaillen mit stilisierten Olympischen Ringen |
| ------------------------------------------------------------------- | --------------------------------------------------------------------- | ----------------------------------------------------------------------- |
| 1                                                                   | —                                                                     | 1                                                                       |

Portugal nahm an den Olympischen Sommerspielen 1996 in Atlanta, USA, mit einer Delegation von 107 Sportlern (83 Männer und 24 Frauen) teil.

## Medaillengewinner
Mit je einer gewonnenen Gold- und Bronzemedaille belegte das Team Portugals Platz 47 im Medaillenspiegel.

### Gold
| Name             | Sportart       | Wettkampf    |
| ---------------- | -------------- | ------------ |
| Fernanda Ribeiro | Leichtathletik | 10.000 Meter |

### Bronze
| Name(n)                   | Sportart | Wettkampf |
| ------------------------- | -------- | --------- |
| Hugo Rocha & Nuno Barreto | Segeln   | 470er     |

## Teilnehmer nach Sportarten

### Bogenschießen
- Nuno Pombo
Einzel: 58. Platz

### Fechten
- Nuno Frazão
Degen, Einzel: 39. Platz

### Fußball
- Herrenteam
4. Platz

- Kader
Costinha
Kenedy
Rui Bento
Peixe
Beto
Andrade
José Dominguez
Nuno Capucho
Paulo Martins Alves
Afonso Martins
Rui Jorge
Nuno
Luís Vidigal
Nuno Gomes
Hugo Porfírio
Dani
José Calado
Litos
Nuno Afonso

### Gewichtheben
- Nuno Alves
Bantamgewicht: 14. Platz

### Judo
- Pedro Caravana
Superleichtgewicht: 21. Platz

- Michel de Almeida
Halbleichtgewicht: 9. Platz

- Guilherme Bentes
Leichtgewicht: 17. Platz

- Pedro Soares
Halbschwergewicht: 9. Platz

- Filipa Cavalleri
Frauen, Leichtgewicht: 16. Platz

### Kanu
- José Garcia
Einer-Kajak, 500 Meter: Viertelfinale
Einer-Kajak, 1000 Meter: Halbfinale

- Rui Fernandes
Zweier-Kajak, 500 Meter: Halbfinale
Zweier-Kajak, 1000 Meter: Halbfinale

- Joaquim Queiróz
Zweier-Kajak, 500 Meter: Halbfinale
Zweier-Kajak, 1000 Meter: Halbfinale

- Aníbal Fernandes
Einer-Kaja, Slalom: 30. Platz

- Silvestre Pereira
Einer-Canadier, 500 Meter: Halbfinale
Einer-Canadier, 1000 Meter: Halbfinale

- Florence Fernandes
Frauen, Einer-Kajak, Slalom: 22. Platz

### Leichtathletik
- Luís Cunha
100 Meter: Vorläufe

- António Abrantes
800 Meter: Vorläufe

- Luís Feiteira
1500 Meter: Halbfinale

- Luís Jesus
1500 Meter: Vorläufe
5000 Meter: Vorläufe

- António Travassos
1500 Meter: Vorläufe

- José Ramos
5000 Meter: Halbfinale

- Alfredo Brás
10.000 Meter: Vorläufe

- Carlos Patrício
10.000 Meter: Vorläufe

- Paulo Guerra
10.000 Meter: Vorläufe

- António Pinto
Marathon: 14. Platz

- Domingos Castro
Marathon: 25. Platz

- Manuel Matias
Marathon: 46. Platz

- Carlos Silva
400 Meter Hürden: Vorläufe

- Eduardo Henriques
3000 Meter Hindernis: Vorläufe

- Vítor Almeida
3000 Meter Hindernis: Vorläufe

- José Urbano
20 Kilometer Gehen: 31. Platz

- José Magalhães
50 Kilometer Gehen: 36. Platz

- Nuno Fernandes
Stabhochsprung: 18. Platz in der Qualifikation

- Carlos Calado
Weitsprung: 24. Platz in der Qualifikation
Dreisprung: 19. Platz in der Qualifikation

- Lucrécia Jardim
Frauen, 100 Meter: Halbfinale
Frauen, 200 Meter: Viertelfinale

- Eduarda Coelho
Frauen, 800 Meter: Vorläufe

- Carla Sacramento
Frauen, 1500 Meter: 6. Platz

- Ana Dias
Frauen, 5000 Meter: Vorläufe

- Fernanda Ribeiro
Frauen, 10.000 Meter: Gold

- Conceição Ferreira
Frauen, 10.000 Meter: Vorläufe

- Maria Manuela Machado
Frauen, Marathon: 7. Platz

- Albertina Dias
Frauen, Marathon: 27. Platz

- Albertina Machado
Frauen, Marathon: 47. Platz

- Susana Feitor
Frauen, 10 Kilometer Gehen: 14. Platz

- Teresa Machado
Frauen, Kugelstoßen: 23. Platz in der Qualifikation
Frauen, Diskuswurf: 10. Platz

### Moderner Fünfkampf
- Manuel Barroso
Einzel: 19. Platz

### Radsport
- Orlando Rodrigues
Straßenrennen, Einzel: 39. Platz

- Pedro Miguel Lopes
Straßenrennen, Einzel: 48. Platz

- Nuno Marta
Straßenrennen, Einzel: 78. Platz

- Cândido Barbosa
Straßenrennen, Einzel: 112. Platz

- José Azevedo
Straßenrennen, Einzel: 114. Platz

- Ana Barros
Frauen, Straßenrennen, Einzel: 23. Platz

### Reiten
- Miguel Leal
Springreiten, Einzel: 58. Platz in der Qualifikation

- António Vozone
Springreiten, Einzel: 68. Platz in der Qualifikation

### Ringen
- David Maia
Bantamgewicht, griechisch-römisch: 18. Platz

### Rudern
- Samuel Aguiar
Leichtgewichts-Vierer ohne Steuermann: 15. Platz

- João Fernandes
Leichtgewichts-Vierer ohne Steuermann: 15. Platz

- Henrique Baixinho
Leichtgewichts-Vierer ohne Steuermann: 15. Platz

- Manuel Fernandes
Leichtgewichts-Vierer ohne Steuermann: 15. Platz

### Schießen
- Manuel Silva
Skeet: 7. Platz

- João Rebelo
Skeet: 13. Platz

- Sara Antunes
Frauen, Luftgewehr: 47. Platz
Frauen, Kleinkaliber, Dreistellungskampf: 29. Platz

- Carla Cristina Ribeiro
Frauen, Luftgewehr: 48. Platz
Frauen, Kleinkaliber, Dreistellungskampf: 32. Platz

### Schwimmen
- Paulo Trindade
50 Meter Freistil: 40. Platz

- Pedro Ferreira
1500 Meter Freistil: 31. Platz

- Nuno Laurentino
100 Meter Rücken: 30. Platz
200 Meter Rücken: 29. Platz
4 × 100 Meter Lagen: Vorläufe

- José Couto
200 Meter Brust: 19. Platz
4 × 100 Meter Lagen: Vorläufe

- Diogo Madeira
200 Meter Schmetterling: 25. Platz

- Miguel Cabrita
4 × 100 Meter Lagen: Vorläufe

- Miguel Machado
4 × 100 Meter Lagen: Vorläufe

- Ana Alegria
Frauen, 200 Meter Freistil: 29. Platz
Frauen, 400 Meter Freistil: 37. Platz
Frauen, 4 × 100 Meter Lagen: 21. Platz

- Maria Santos
Frauen, 100 Meter Rücken: 22. Platz
Frauen, 4 × 100 Meter Lagen: 21. Platz

- Petra Chaves
Frauen, 200 Meter Rücken: 26. Platz
Frauen, 200 Meter Langen: 33. Platz

- Joana Soutinho
Frauen, 100 Meter Brust: 34. Platz
Frauen, 4 × 100 Meter Lagen: 21. Platz

- Ana Francisco
Frauen, 100 Meter Schmetterling: 26. Platz
Frauen, 200 Meter Schmetterling: 22. Platz
Frauen, 4 × 100 Meter Lagen: 21. Platz

### Segeln
- João Rodrigues
Windsurfen: 7. Platz

- Vasco Batista
Finn-Dinghy: 22. Platz

- Hugo Rocha
470er: Bronze

- Nuno Barreto
470er: Bronze

- Vasco Serpa
Laser: 7. Platz

- Diogo Cayolla
Star: 21. Platz

- Miguel Costa
Star: 21. Platz

- Catarina Fagundes
Frauen, Windsurfen: 21. Platz

- Joana Pratas
Frauen, Europe: 25. Platz

### Tennis
- Emanuel Couto
Doppel: 17. Platz

- Bernardo Mota
Doppel: 17. Platz

### Turnen
- Diana Teixeira
Frauen, Einzelmehrkampf: 66. Platz in der Qualifikation
Frauen, Boden: 86. Platz in der Qualifikation
Frauen, Pferdsprung: 55. Platz in der Qualifikation
Frauen, Schwebebalken: 81. Platz in der Qualifikation
Frauen, Stufenbarren: 66. Platz in der Qualifikation

### Volleyball (Beach)
- Miguel Maia
Herrenwettkampf: 4. Platz

- João Brenha
Herrenwettkampf: 4. Platz